# Pico Keele
O pico Keele (em inglês:  Keele Peak) é a montanha de maior altitude das Montanhas Mackenzie, no Yukon, Canadá. Tem 2972 m de altitude e 2177 m de proeminência topográfica.
Está perto da fronteira entre o Yukon e os Territórios do Noroeste do Canadá, com o cume a 20 km desse limite. É uma montanha rochosa e maciça, com vários glaciares. O pico Keele é de difícil acesso, apesar da estrada mais próxima (a estrada Canol) passar a cerca de 30 km do cume.
O nome desta montanha vem de Joseph Keele (1862-1923), explorador e geólogo. Nascido na Irlanda, veio para o Canadá ainda adolescente. Quando adulto, organizou expedições para mapear os veios de ouro do Yukon. Morreu após uma viagem ao Egito, onde havia visitado o túmulo recentemente descoberto de Tutankhamon.